# Janko-groep
In de groepentheorie, een onderdeel van de wiskunde, zijn de janko-groepen J1, J2, J3 en J4 vier van de 26 sporadische groepen, die tussen 1965 en 1975 zijn ontdekt door Zvonimir Janko. De janko-groepen wijken af van de fischer-groepen, de conway-groepen en de mathieu-groepen aangezien zij niet een serie vormen. Zij hebben weinig gemeenschappelijk (hoewel de tweede- en de derde groep op hetzelfde moment zijn gevonden omdat zij een involutie centralisator delen). 

## De janko-groepen
- De janko-groep J1 is van orde 175 560 = 23 · 3 · 5 · 7 · 11 · 19. Het is de enige janko-groep waarvan het bestaan door Janko zelf bewezen is.

- De Hall-Jankogroep, ook bekend als HJ, Hall–Janko–Walesgroep en J2,  is van orde 604 800 = 27 · 33 · 52 · 7. De groep is geconstrueerd Marshall Hall en David Wales.

- De janko-groep J3, ook bekend als Higman–Janko–McKaygroep, is van orde 50 232 960 = 27 · 35 · 5 · 17 · 19. De groep is geconstrueerd door Graham Higman en John McKay.

- De janko-groep J4 is van orde 86 775 571 046 077 562 880 = 221 · 33 · 5 · 7 · 113 · 23 · 29 · 31 · 37 · 43 en is geconstrueerd door Simon P. Norton.